# Municipalità metropolitana di Buffalo City
La municipalità metropolitana di Buffalo City (in inglese Buffalo City  Metropolitan Municipality) è una municipalità metropolitana del Sudafrica situata nella provincia del Capo Orientale. In base al censimento del 2001 la sua popolazione è di 702.281 abitanti.
La sede amministrativa e legislativa è la città di East London e il suo territorio si estende su una superficie di 2.527 km² ed è suddiviso in 45 circoscrizioni elettorali (wards). Il suo codice di distretto è EC125.

## Geografia fisica

### Confini
La municipalità metropolitana di Buffalo City confina a nord con la municipalità locale Amahlathi, a est con quella di Great Kei, a ovest con quelle di Ngqushwa e Nkonkobe e a sud con l'Oceano Indiano.

### Città e comuni
- Airport Township
- Amagasela
- Amahleke
- Amandlambe
- Amantinde
- Area North 1924
- Berlin
- Bhisho
- Bonza Bay
- Breidbach
- Cambridge
- Chalumna
- Dawn
- Dimbaza
- Duncan Village
- East London
- Egoli Township
- Eluxolweni
- Eluxozweni
- Ententeni
- Gompo Town
- Gonubie
- Ilitha
- Imidashane
- Imidushane
- Imiqayi
- Jaftas
- Joseph Williams
- Kambashe
- Kayser's Beach
- Kidd's Beach
- King Williams Town
- Macleantown
- Mdantsane
- Mzamonhle
- Nahoon Dam Settlement
- Needs Camp
- Newlands
- Nompumelelo
- Park Ridge
- Parkside
- Peelton
- Pefferville
- Phakamisa
- Phato
- Pierie Main Forest
- Pirie
- Potsdam
- Reeston
- Sea Vale
- Silverdale
- Skobeni
- Sunrise-On-Sea
- Tanga
- Tyusha
- Umqwakwebe
- Zwelitsha

### Fiumi
- Buffalo
- Gqunube
- Keiskamma
- Kwelera
- Mgqakwebe
- Nahoon
- Nqwenerana
- Qinira
- Tyolomnqa

### Dighe
- Bridle Drift Dam
- Laing Dam
- Maden Dam
- Nahoon Dam
- Rooikrans Dam
- Umzaniana Dam